# Schizosaccharomyces pombe
Schizosaccharomyces pombe (лат.) (возможные русские названия — шизосахаромицес обыкновенный и обыкновенные делящиеся дрожжи) — вид дрожжей. Одноклеточный представитель царства грибов, относится к роду Schizosaccharomycetes (делящиеся дрожжи). Клетки имеют палочковидную форму и размеры 3-4 мкм в диаметре и 7-14 мкм в длину. Клетки растут только вдоль своей длинной оси и делятся пополам, сохраняя таким образом свою форму. Используется как модельный организм в молекулярной биологии и цитологии.
S. pombe были выделены в чистую культуру в 1893 году Линднером из восточноафриканской бузы. Название происходит от слова «пиво» на языке суахили — pombe. Впервые были использованы как модельный организм для изучения клеточного цикла Мердоком Мичизоном в 1950-х. Пол Нерс, Леланд Хартвелл и Тимоти Хант получили в 2001 году Нобелевскую премию по физиологии и медицине за работы по регуляции клеточного цикла, выполненную на S. pombe.
Последовательность нуклеотидов в геноме S. pombe была расшифрована в 2002 году консорциумом во главе с институтом Сенгера. S. pombe стали шестым эукариотическим организмом, геном которого был полностью секвенирован. Это позволило идентифицировать многие гены, гомологичные человеческим, в том числе связанным с болезнями (включая диабет и муковисцидоз). В 2006 году при помощи зелёного флуоресцентного белка как молекулярной метки была установлена внутриклеточная локализация всех белков в S. pombe. На S. pombe также ведётся изучение изменений клеточного цикла, связанных с повреждением ДНК.

## Сравнение спочкующимися дрожжамиSaccharomyces cerevisiae
- Геном S. cerevisiae содержит ~ 5600 открытых рамок считывания, геном Sch. pombe содержит ~ 4800 открытых рамок считывания.
- S. cerevisiae имеет 16 хромосом, Sch. pombe имеет 3 хромосомы.
- S. cerevisiae — обычно диплоид, в то время как клетки Sch. pombe обычно гаплоидные.
- Клетки S. cerevisiae находятся главным образом в состоянии G1 (это значит, что переход G1-S надёжно контролируется), в то время как Sch. pombe находится обычно в состоянии G2 (следовательно, переход G2-M находится под надёжным контролем).